# 1000-km-Rennen von Monza 1956

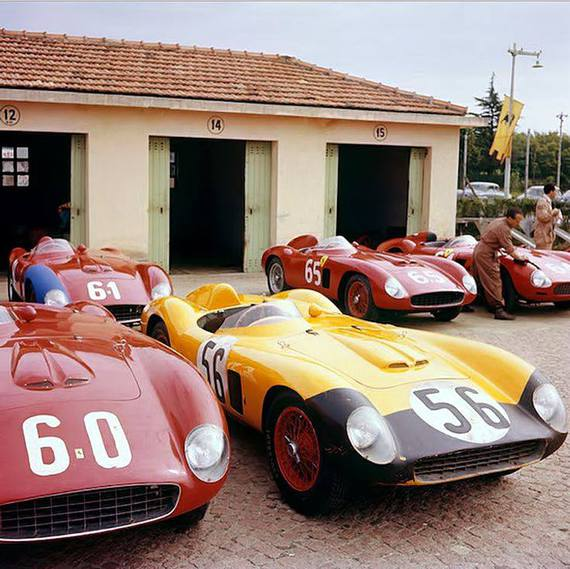
Ferrari-Rennwagen im Fahrerlager

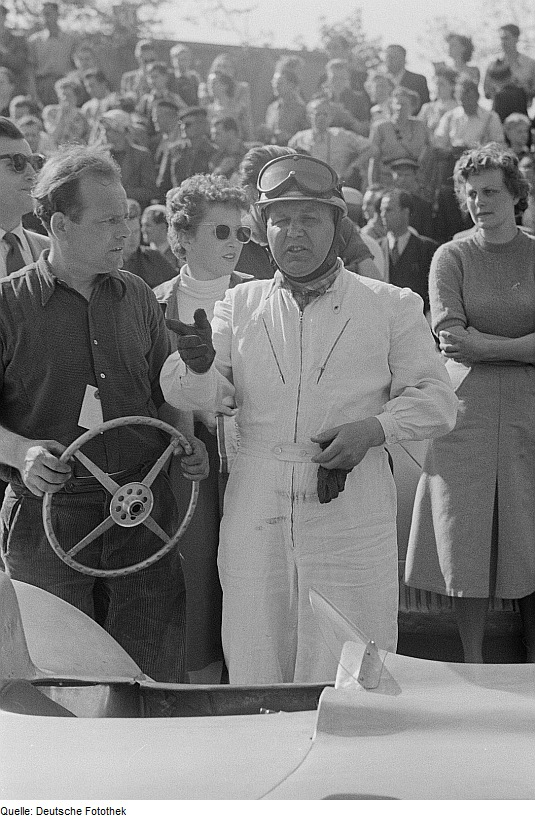
Arthur Rosenhammer bestritt eines seiner wenigen Rennen außerhalb der DDR: Ausfall nach 55 Runden durch Getriebeschaden

Das dritte 1000-km-Rennen von Monza, auch IV Gran Premio Supercortemaggiore – La 1000 km. di Monza, Autodromo di Monza, fand am 24. Juni 1956 auf dem Autodromo Nazionale Monza statt. Das Rennen zählte zu keiner Rennserie.

## Das Rennen
In fast allen Publikation gilt das 1000-km-Rennen von Monza 1965 als das erste Langstreckenrennen auf der Traditionsstrecke von Monza. Tatsächlich war diese Veranstaltung bereits die vierte dieser Art. Schon 1954, 1955 und 1956 fanden in Monza 1000-km-Rennen statt. Offiziell hießen diese Rennen Supercortemaggiore und wurden von der staatlichen italienischen Lotterie-Gesellschaft veranstaltet. In Italien war und ist die Lotterieform 6 aus 90 im ganzen Land populär. Mit einem Teil der Wetteinnahmen wurde bis in die 1980er-Jahre der Sport gefördert. Auch der Nachwuchsbereich des Motorsport – Veranstalter, Fahrer und Teams – wurde großzügig gefördert. Viele spätere italienische Spitzenfahrer die zum Teil sogar den Sprung in die höchste Monopostoklasse, die Formel 1, schafften, verdankten ihren Einstieg in den professionellen Sport der staatlichen Lotterie.
In den 1950er-Jahren wurde mit dem 1000-km-Rennen sogar eine eigene Rennveranstaltung unterstützt. Für die Teams und Fahrer waren vor allem die hohen Preisgelder verlockend. Nach dem Erfolg von Mike Hawthorn und Umberto Maglioli im Werks-Ferrari 735S 1954 und dem Gesamtsieg von Maserati 1955 mit der Besatzung Jean Behra und Luigi Musso im 300S, stieg de Teilnehmerzahl 1956 auf 66 Teams, von denen schlussendlich 41 ins Rennen gingen.
Nur zwei Rennklassen waren zugelassen; Sportwagen bis 2- bzw. 1,5-Liter-Hubraum. Das größte Kontingent an Fahrzeugen stellte mit sechs Sportwagen – 200S und 150S – die Werksmannschaft von Maserati. Ferrari vertraute auf die 2-Liter-Sportwagen 500TR und 500 Mondial. Das 1000-km-Rennen war eine der wenigen internationalen Rennveranstaltungen, an denen sich das ostdeutsche Staatliche Rennkollektiv beteiligte. Zwei AWE 1500RS wurden für Edgar Barth, Arthur Rosenhammer, Paul Thiel und Egon Binner gemeldet; wobei sich das Team Thiel/Binner nicht für das Rennen qualifizieren konnte.
Gefahren wurde auf der 10 Kilometer lange Strecke inklusive der Steilkurvenpassagen, was zu Durchschnittsgeschwindigkeiten über 200 km/h führte. Das Rennen wurde zum erwarteten Zweikampf zwischen den Werkswagen von Ferrari und Maserati, den die Scuderia Ferrari knapp für sich entschied. Nach einer Fahrzeit von 5:07:13,900 Stunden siegten Mike Hawthorn und Peter Collins mit einem Vorsprung von 27 Sekunden auf den Maserati von Cesare Perdisa und Stirling Moss.

## Ergebnisse

### Schlussklassement
| 1                  | S 2.0 | 64 | Scuderia Ferrari       | Peter Collins Mike Hawthorn            | Ferrari 500TR Touring          | 100 |
| 2                  | S 2.0 | 2  | Officine Maserati      | Cesare Perdisa Stirling Moss           | Maserati 200S                  | 100 |
| 3                  | S 2.0 | 63 | Scuderia Ferrari       | Eugenio Castellotti Juan Manuel Fangio | Ferrari 500TR Touring          | 100 |
| 4                  | S 2.0 | 65 | Scuderia Ferrari       | Olivier Gendebien Alfonso de Portago   | Ferrari 500TR Touring          | 98  |
| 5                  | S 1.5 | 26 | Soc. An. Osca          | Luigi Villoresi Umberto Maglioli       | Osca MT4 1500                  | 96  |
| 6                  | S 2.0 | 35 | Amédée Gordini         | Robert Manzon Hernando da Silva Ramos  | Gordini T15S 2.0               | 94  |
| 7                  | S 2.0 | 58 | Gaetano Starrabba      | Gaetano Starrabba Giorgio Mejer        | Ferrari 500TR Scaglietti       | 94  |
| 8                  | S 1.5 | 5  | Officine Maserati      | André Simon Piero Taruffi              | Maserati 150S                  | 93  |
| 9                  | S 1.5 | 27 | Soc. An. Osca          | Louis Chiron Giulio Cabianca           | Osca MT4 1500                  | 92  |
| 10                 | S 2.0 | 62 | Anna Maria Peduzzi     | Anna Maria Peduzzi Gilberte Thirion    | Ferrari 500TR Scaglietti       | 92  |
| 11                 | S 2.0 | 61 | Franco Cortese         | Franco Cortese Enzo Pinzero            | Ferrari 500TR Scaglietti       | 92  |
| 12                 | S 2.0 | 54 | Jean Guichet           | Jean Guichet Paul Maret                | Ferrari 500TR                  | 91  |
| 13                 | S 1.5 | 41 | William Buff           | William Buff Wolfgang Seidel           | Porsche 550                    | 90  |
| 14                 | S 2.0 | 24 | Scuderia Centro Sud    | Giuseppe Musso Franco Ribaldi          | Maserati A6GCS                 | 89  |
| 15                 | S 1.5 | 38 | Claude Storez          | Claude Storez Auguste Veuillet         | Porsche 550RS                  | 89  |
| 16                 | S 2.0 | 14 | Ambrogio Arosio        | Giulio Musitelli Luciano Massironi     | Maserati A6GCS                 | 89  |
| 17                 | S 2.0 | 59 | Ottavio Guarducci      | Ottavio Guarducci Giuseppe Rossi       | Ferrari 500 Mondial Scaglietti | 88  |
| 18                 | S 1.5 | 37 | Michael May            | Michael May Pierre May                 | Porsche 550RS                  | 88  |
| 19                 | S 2.0 | 15 | Alberico Cacciari      | Mario Ricci Alberico Cacciari          | Maserati A6GCS                 | 87  |
| 20                 | S 2.0 | 22 | Scuderia Centro Sud    | Giorgio Scarlatti Azzurro Manzini      | Maserati A6GCS                 | 81  |
| Nicht klassiert    |       |    |                        |                                        |                                |     |
| 21                 | S 2.0 | 16 | Arrigo Maccarini       | Renzo Cigarini Arrigo Maccarini        | Maserati A6GCS                 | 78  |
| 22                 | S 2.0 | 21 | Scuderia Centro Sud    | Aldo Pedini Antonio Pucci              | Maserati A6GCS                 | 77  |
| Ausgefallen        |       |    |                        |                                        |                                |     |
| 23                 | S 2.0 | 4  | Officine Maserati      | Luigi Piotti Louis Rosier              | Maserati A6GCS                 | 85  |
| 24                 | S 2.0 | 55 | Piero Carini           | Piero Carini Franco Bordoni-Bisleri    | Ferrari 500 Mondial Scaglietti | 77  |
| 25                 | S 1.5 | 7  | Officine Maserati      | Jack Fairman Maria Teresa de Filippis  | Maserati 150S                  | 72  |
| 26                 | S 2.0 | 44 | Scuderia Centro Sud    | Jean-Claude Vidilles Georges Houel     | Maserati A6GCS                 | 62  |
| 27                 | S 1.5 | 46 | Scuderia Madunina      | Carlo Tomasi Alejandro de Tomaso       | Maserati 150S                  | 61  |
| 28                 | S 1.5 | 6  | Officine Maserati      | Francesco Giardini André Pilette       | Maserati 150S                  | 58  |
| 29                 | S 1.5 | 33 | Alfred Hartmann        | Edgar Barth Arthur Rosenhammer         | AWE 1500RS                     | 55  |
| 30                 | S 1.5 | 48 | Scuderia Madunina      | Amelio Garavaglia Nello Pagani         | Maserati 150S                  | 44  |
| 31                 | S 2.0 | 56 | Equipe Nationale Belge | Paul Frère André Milhoux               | Ferrari 500TR Scaglietti       | 38  |
| 32                 | S 2.0 | 60 | Bruno Gavazzoli        | Gerino Gerini Bruno Gavazzoli          | Ferrari 500 Mondial Scaglietti | 32  |
| 33                 | S 2.0 | 49 | Scuderia Madunina      | Angelo Benzoni Mario Tramontana        | Maserati A6GCS                 | 31  |
| 34                 | S 1.5 | 30 | David Piper            | David Piper Mark Lund                  | Lotus Eleven                   | 26  |
| 35                 | S 2.0 | 52 | Cerle Los Amigos       | Fernand Tavano Jean Lucas              | Ferrari 500TR Scaglietti       | 26  |
| 36                 | S 1.5 | 9  | Officine Maserati      | Chico Landi Gilberto Cornacchia        | Maserati 150S                  | 23  |
| 37                 | S 2.0 | 20 | Scuderia Centro Sud    | Toulo de Graffenried André Canonica    | Ferrari 500 Mondial Scaglietti | 17  |
| 38                 | S 1.5 | 10 | Claude Bourillot       | Claude Bourillot Henri Perroud         | Maserati 150S                  | 12  |
| 39                 | S 1.5 | 11 | Scuderia Bonnier       | Herbert MacKay-Fraser Joakim Bonnier   | Maserati 150S                  | 4   |
| 40                 | S 2.0 | 66 | Scuderia Ferrari       | Wolfgang von Trips Hans Herrmann       | Ferrari 500 Mondial Scaglietti | 2   |
| 41                 | S 1.5 | 1  | Officine Maserati      | Stirling Moss Piero Taruffi            | Maserati 200S                  | 1   |
| Nicht gestartet    |       |    |                        |                                        |                                |     |
| 42                 | S 2.0 |    | Officine Maserati      | Giuseppe Farina Cesare Perdisa         | Maserati 200S                  | 1   |
| 43                 | S 2.0 | 31 | Michael Anthony        | Michael Anthony Mark Lund              | Lotus Eleven                   | 2   |
| Nicht qualifiziert |       |    |                        |                                        |                                |     |
| 44                 | S 1.5 | 34 | Alfred Hartmann        | Paul Thiel Egon Binner                 | AWE 1500RS                     | 3   |

1Unfall im Training
2nicht gestartet
3nicht qualifiziert

### Nur in der Meldeliste
Hier finden sich Teams, Fahrer und Fahrzeuge, die ursprünglich für das Rennen gemeldet waren, aber aus den unterschiedlichsten Gründen daran nicht teilnahmen.
| Pos. | Klasse | Nr. | Team                    | Fahrer                                       | Chassis             |
| ---- | ------ | --- | ----------------------- | -------------------------------------------- | ------------------- |
| 45   | S 1.5  | 29  | Mike Hawthorn           | Mike Hawthorn Duncan Hamilton                | Lotus Eleven        |
| 46   | S 1.5  |     | Maserati                |                                              | Lotus Eleven        |
| 47   | S 2.0  | 3   | Officine Maserati       | Luigi Bellucci Franco Cornacchia             | Maserati            |
| 48   | S 1.5  | 8   | Officine Maserati       | Guido Perrella Giuseppe Ruggero              | Maserati 150S       |
| 49   | S 2.0  | 12  | Georges Guyot           | Georges Guyot René Cotton                    | Maserati            |
| 50   | S 1.5  | 18  | Vincenzo Sorrentino     | Vincenzo Sorrentino Mennato Boffa            | Maserati 150S       |
| 51   | S 2.0  | 19  | Scuderia Sette Colli    | Giuseppe-Maria Favero                        | Maserati            |
| 52   | S 2.0  | 23  | Scuderia Centro Sud     |                                              | Maserati            |
| 53   | S 2.0  | 25  | Scuderia Centro Sud     | Guglielmo Dei Giuseppe Rossi                 | Maserati            |
| 54   | S 2.0  | 28  | Grant Gregor Auto-Sport | Cliff Davis Peter Jopp                       | Lotus Eleven        |
| 55   | S 1.5  | 32  | Grant Gregor Auto-Sport | Colin Chapman Jack Sears                     | Lotus Eleven        |
| 56   | S 1.5  | 36  | Amédée Gordini          |                                              | Gordini T15S 1.5    |
| 57   | S 1.5  | 39  | Scuderia Ambrosiana     | Carlo Leto di Priolo Richard von Frankenberg | Porsche             |
| 58   | S 1.5  | 40  | Theo Helfrich           | Theo Helfrich                                | Porsche             |
| 59   | S 1.5  | 42  | Karl Busch              | Karl Busch Franz Gros                        | Porsche             |
| 60   | S 1.5  | 43  | Rolf Knoch              | Rolf Knoch Günter Besier                     | Porsche             |
| 61   | S 1.5  | 45  | Scuderia S. Ambroeus    | Luciano Mantovani Umberto Castiglioni        | Osca 1100           |
| 62   | S 1.5  | 49  | Scuderia Madunina       | Angelo Benzoni Luciano Gramegna              | Ferrari             |
| 63   | S 1.5  | 50  | Scuderia Madunina       | Isabelle Haskell Luigi Bettiol               | Maserati 150S       |
| 64   | S 1.5  | 51  | Fernand Masoreo         | Fernand Masoreo Aristide Molteni             | Alfa Romeo          |
| 65   | S 1.5  | 53  | Cerle Los Amigos        | Louis Cornet Jean-Claude Vidilles            | Maserati 150S       |
| 66   | S 2.0  | 57  | Siro Sbraci             | Siro Sbraci Piero Scotti                     | Ferrari 500 Mondial |

### Klassensieger
| Klasse | Fahrer          | Fahrer           | Fahrzeug      | Platzierung im Gesamtklassement |
| ------ | --------------- | ---------------- | ------------- | ------------------------------- |
| S 2.0  | Peter Collins   | Mike Hawthorn    | Ferrari 500TR | Gesamtsieg                      |
| S 1.5  | Luigi Villoresi | Umberto Maglioli | Osca MT4 1500 | Rang 5                          |

### Renndaten
- Gemeldet: 66
- Gestartet: 41
- Gewertet: 20
- Rennklassen: 2
- Zuschauer: unbekannt
- Wetter am Renntag: sonnig und warm
- Streckenlänge: 10,000 km
- Fahrzeit des Siegerteams: 5:07:13,900 Stunden
- Gesamtrunden des Siegerteams: 100
- Gesamtdistanz des Siegerteams: 1000,204 km
- Siegerschnitt: 195,293 km/h
- Pole Position: Stirling Moss – Maserati 200S (#1) – 2:59.400
- Schnellste Rennrunde: Peter Collins – Ferrari 500TR (#64) – 2:58.400 – 201,793 km/h
- Rennserie: zählte zu keiner Rennserie